# John Henry Mackay

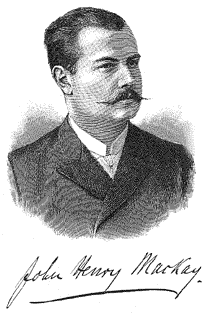
John Henry Mackay (um 1900)

John Henry Mackay (* 6. Februar 1864 in Greenock, Schottland; † 16. Mai 1933 in Berlin-Charlottenburg) war ein deutscher Schriftsteller.

## Leben und Werk

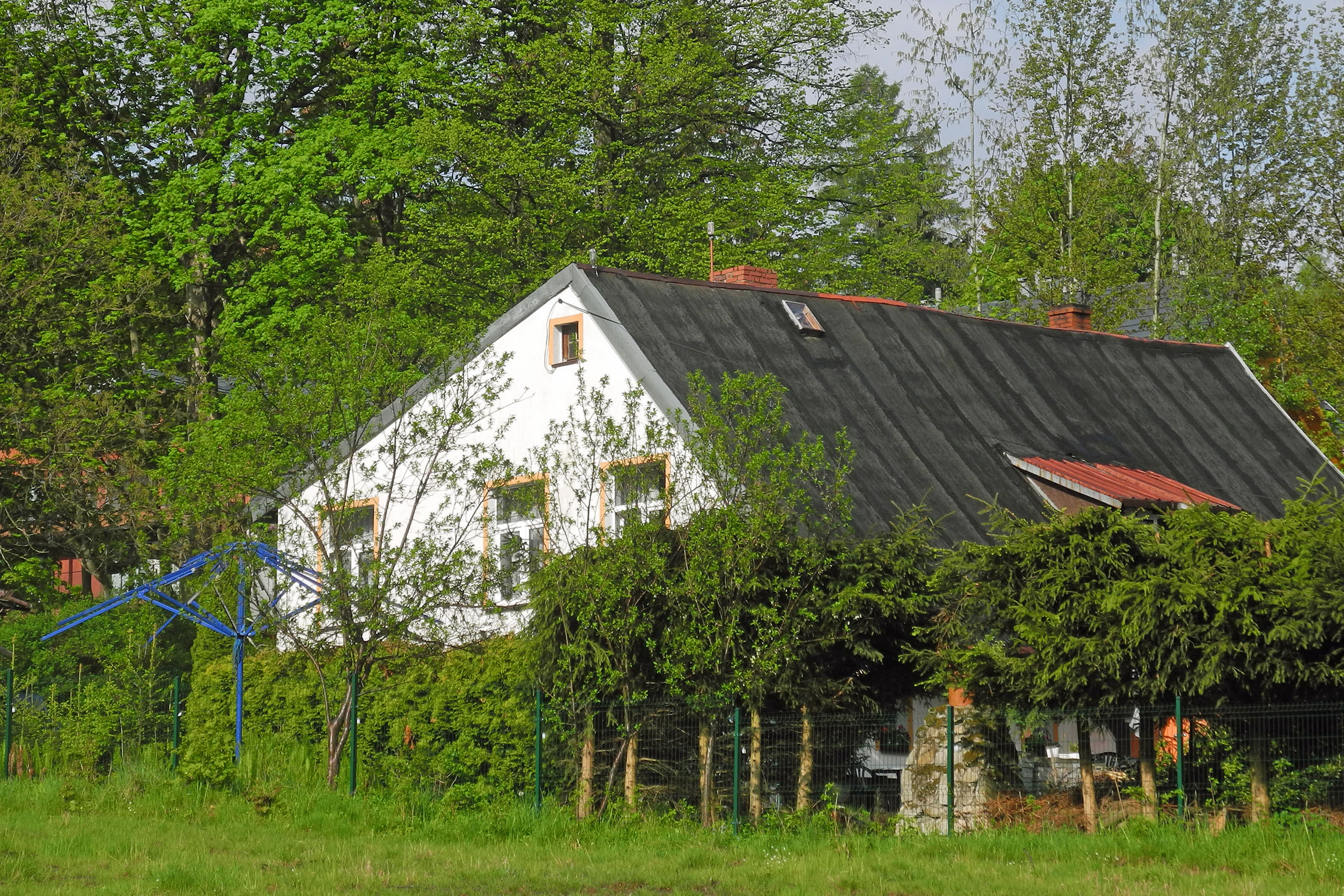
Wohnhaus von John Mackay in Schreiberhau

John Henry Mackay wurde zwar 1864 in Schottland geboren, aber nach dem frühen Tod des Vaters John Farquhar Mackay 1865 zog seine Mutter Luise Mackay, geb. Ehlers, die einer wohlhabenden Hamburger Kaufmannsfamilie entstammte, mit ihrem Sohn zurück nach Deutschland. John Henry verbrachte seine frühe Kindheit zuerst in Hamburg und später in Saarbrücken, wo seine Mutter etwa 1873 den preußischen Bergrat Alfred Dumreicher aus Pinneberg heiratete. Mackay besuchte die Gymnasien in Burgsteinfurt und Birkenfeld bei Trier, nahm in Stuttgart eine Lehre als Verlagsbuchhändler auf und studierte einige Semester Philosophie an den Universitäten Kiel, Leipzig und Berlin. Im Jahre 1885 trat er erstmals mit literarischen Werken an die Öffentlichkeit.
In Berlin verkehrte er im Umfeld des Friedrichshagener Dichterkreises. Mit Hilfe von Krafft-Ebings Psychopathia sexualis wurde er sich seiner homosexuell-päderastischen Neigung bewusst. Mit den 1888 unter dem gemeinsamen Titel Moderne Stoffe erschienenen Novellen Existenzen und Nur eine Kellnerin wurde er zu einem der Wegbereiter der Literaturrichtung des Naturalismus. Während eines einjährigen London-Aufenthalts (1887/88) entdeckte er für sich Max Stirner, dessen 1844 erschienenes Buch Der Einzige und sein Eigentum infolge der Restauration nach 1848 in Vergessenheit geraten war. Stirner wurde bald sein Lebensthema. Über ihn, der nur mühsam aus der Verschollenheit zu bergen war, schrieb er die erste und bis heute einzige Biographie (1898, erw. 1910, erw. 1914), die allerdings wegen fehlender Quellennachweise und ihres oft als hagiographisch empfundenen Tones gelegentlich kritisiert wurde. Die Quellenlage ist jedoch einwandfrei, wie der Stirnerforscher Bernd A. Laska bestätigt, der den Mackay-Nachlass in Moskau geprüft hatte. Weiterhin spürte Mackay Stirners verstreute Artikel auf und gab sie als Kleinere Schriften neu heraus. Weil Mackay der bekannteste Anhänger Stirners war, entstand der Eindruck, dass seine Konzeption des individualistischen Anarchismus, die er in den „Büchern der Freiheit“ (Die Anarchisten, Der Freiheitsucher) präsentierte, auf Stirners Ideen basiere. Inhaltlich stimmt sie jedoch weit besser mit dem in Nordamerika – in der Tradition von Thomas Jefferson, Ralph Waldo Emerson, Henry David Thoreau und anderen – entstandenen radikalen Liberalismus seines Freundes Benjamin R. Tucker überein.
Anfang der 1890er-Jahre lernte er die damals noch unbekannte Schriftstellerin Gabriele Reuter kennen, der er 1895 einen Kontakt zu dem Verleger Samuel Fischer vermittelte. Reuters Roman Aus guter Familie wurde über Nacht zum Bestseller – was nicht zuletzt an dem von Mackay vorgeschlagenen, provokant-sozialkritischen Titel lag (Reuter selbst wollte den Roman, wie sie in ihren Memoiren schreibt, nur schlicht Agathe Heidling nennen).

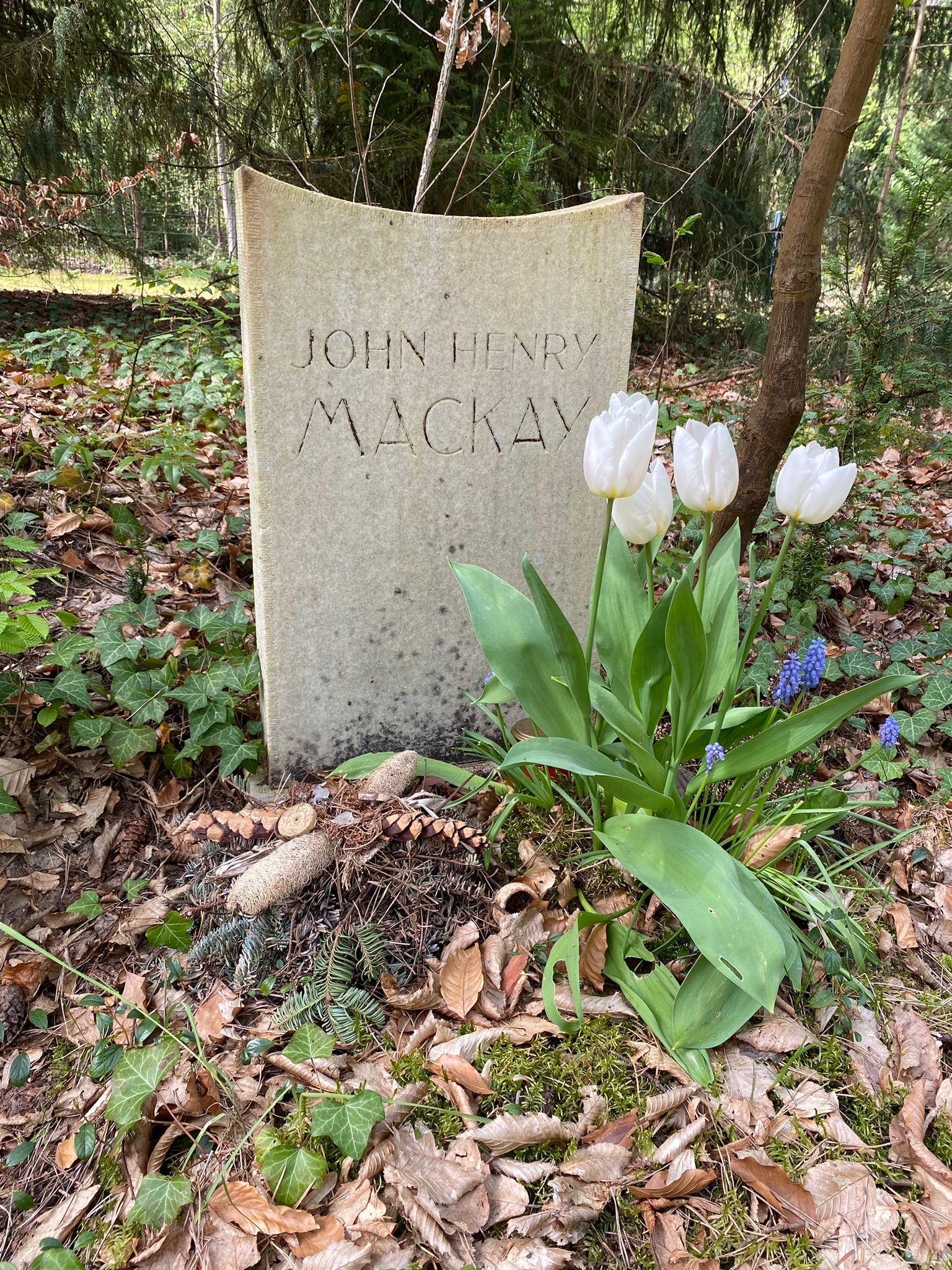
Grabstätte auf dem Wilmersdorfer Waldfriedhof Stahnsdorf

Im Jahre 1898 befreundete sich Mackay näher mit Rudolf Steiner, der damals noch allem Okkulten oder Theosophischen feindlich gesinnt war und sogar die Gedanken Max Stirners „in Übereinstimmung“ mit seiner Philosophie der Freiheit (1894) befand. Mackay und Steiner waren zu dieser Zeit die einzigen publizistischen Vertreter des individualistischen Anarchismus in Deutschland; gemeinsam gaben sie die Propagandaschrift Sind Anarchisten Mörder? heraus. Außerdem gab er von 1907 bis 1919 gemeinsam mit Bernhard Zack die Schriftenreihe Propaganda des individualistischen Anarchismus heraus. Als Steiner Ende 1899 seine langjährige Wirtin Anna Eunike heiratete, war Mackay Trauzeuge. Seine enge Verbindung mit Steiner zerbrach, als dieser sich mit seinen bisherigen Ideen plötzlich „in eine Art Abgrund gerissen“ erlebte und sich der Theosophie zuwandte.
Im Jahre 1905 trat Mackay in Verbindung mit Benedict Friedlaender, dessen Sezessionsbewegung aus dem Wissenschaftlich-humanitären Komitee Magnus Hirschfelds er unterstützte. Dadurch verstärkten sich seine Differenzen mit Hirschfeld, die in seiner grundlegenden Ablehnung von dessen Theorie über Homosexualität als „drittes Geschlecht“ gründeten. Seine Schriften über die „namenlose“ oder „griechische“ Liebe, das heißt die Zuneigung erwachsener Männer zu männlichen Adoleszenten, veröffentlichte er unter dem Pseudonym Sagitta (lat. Wort für Pfeil). Größere Verbreitung fanden seine Arbeiten über den „individualistischen Anarchismus“ – dank der Aktivitäten seiner Freunde Benjamin Tucker, George Schumm und Clarence Swarts auch in den Vereinigten Staaten von Amerika.
Die Inflation der frühen 1920er Jahre verschlang Mackays ererbtes Geldvermögen. Neue Veröffentlichungen in den folgenden Jahren scheiterten oft an den Praktiken seiner verlegerischen Geschäftspartner. Auch seine alten literarischen Arbeiten, die – von dem Kriminalroman Staatsanwalt Sierlin abgesehen – nicht für ein „breites Publikum“ geschrieben waren, trugen ihm nur noch wenig ein. Die von Kurt Zube 1931 gegründete Mackay-Gesellschaft konnte den verarmten Schriftsteller in der Zeit der Weltwirtschaftskrise nur unzulänglich unterstützen.
Mackay starb am 16. Mai 1933, möglicherweise durch eine Überdosis Morphin, obwohl er auch schon seit mehreren Jahren an verschiedenen Krankheiten litt. Seine Urne wurde auf dem Wilmersdorfer Waldfriedhof Stahnsdorf bei Berlin beigesetzt. Seine restliche Bibliothek – einen Großteil, die Stirner betreffenden Stücke, hatte er 1925 an das Marx-Engels-Institut in Moskau verkauft – wurde im Oktober 1933 durch das Auktionshaus Rudolph Lepke in Berlin versteigert.
Die Erinnerung an Person und Werk wird von der Mackay-Gesellschaft gepflegt. Sie wurde von Kurt Zube, der Mackay noch persönlich kannte, 1974 in Freiburg im Breisgau neu gegründet. Die erste Biographie über Mackay, von dem amerikanischen Germanisten Thomas A. Riley, erschien 1972. Zube wollte eine deutsche Übersetzung im Verlag der Mackay-Gesellschaft herausbringen. Da aber mit dem US-Verlag keine Einigung zustande kam, schrieb er selbst eine und veröffentlichte sie 1979 unter dem Verfasser-Pseudonym „K.H.Z. Solneman“ (Initialen seines Namens und Palindrom von „namenlos“).

## Werke (Auswahl)
- Kinder des Hochlands (1885). Online
- Anna Hermsdorf (1885)[9]
- Sturm, Gedichtsammlung (1888).
- Sturm, zweite, um 12 Stücke vermehrte Auflage (1890)
- Sturm vierte, vermehrte Auflage. Online
- Die Anarchisten (1891, div. Nachauflagen. Letzte 2006 bei lulu.com, auch als pdf)
- Albert Schnells Untergang. Schluß der Geschichte ohne Handlung: Die letzte Pflicht (1895)
- Max Stirner – sein Leben und sein Werk. Berlin 1898 Digitalisat, erw. 1910, erw. 1914 Digitalisat
- Der Schwimmer (1900). Online
- Der Sybarit (1903). Online
- Hans, mein Freund und Die Wasserratte (1910)
- Der Freiheitsucher. Psychologie einer Entwicklung (ca. 1920). Online
- Die Bücher der namenlosen Liebe von Sagitta: Die namenlose Liebe. Ein Bekenntnis (Buch I) – Wer sind wir? Eine Dichtung der namenlosen Liebe (Buch II) – Fenny Skaller. Ein Leben der namenlosen Liebe (Buch III) – Über die Stufen von Marmor. Eine Szene der namenlosen Liebe (Buch IV) – Am Rande des Lebens. Die Gedichte der namenlosen Liebe (Buch V) – Gehör! – Nur einen Augenblick! ... Ein Schrei (Buch VI). Gesammtausgabe. Mit einer Einleitung: Die Geschichte eines Kampfes um die namenlose Liebe (1913), Neue vermehrte Ausgabe (1924)
- Der Puppenjunge. Die Geschichte einer namenlosen Liebe aus der Friedrichstraße (Die Bücher der namenlosen Liebe von Sagitta, Buch VII, 1926)
- John Henry Mackay's Werke in einem Band. Hrsg. v. Leo Kasarnowski im Verein mit John Henry Mackay. Berlin 1928
- Der Unschuldige (1936; 2. A. Amsterdam 1978; 3. A. mit einem Nachwort von Hubert Kennedy 2006 auch als pdf bei lulu.com)
- Fenny Skaller . Ein Leben der namenlosen Liebe [Separatausgabe] (1977 und 2007)

## Vertonte Werke (Auswahl)
Richard Strauss Werkeverzeichnis
- 1894 Vier Lieder für hohe Singstimme und Klavier op. 27, 3,4

III. Heimliche Aufforderung / Auf, hebe die funkelnde Schale
IV. Morgen / Und morgen wird die Sonne wieder scheinen
- 1899 Fünf Lieder für hohe Singstimme und Klavier op. 41, 2

II. In der Campagna / Ich grüße die Sonne
- 1896 Vier Gesänge für eine Singstimme mit Begleitung des Orchesters op. 33 Nr. 1

Max Reger Werkeverzeichnis
- Zwölf Lieder für mittlere Singstimme und Klavier op. 66, 10

no. 10. Morgen